# André Cauvin
Pour les articles homonymes, voir Cauvin.
André Cauvin, réalisateur de cinéma belge né à Ixelles, le 12 février 1907 et mort le 2 avril 2004, est considéré comme l'un des piliers du cinéma colonial belge.

## Biographie
Lorsque la Première Guerre mondiale éclate et que les troupes allemandes envahissent la Belgique, la famille Cauvin décide de s'enfuir en Angleterre. Ces années de guerre André Cauvin les passe dans l'internat d'un collège de préparation aux universités de Cambridge et d'Oxford. Il est ainsi séparé de sa mère qui est infirmière à Folkstone et de son père qui est officier de liaison sur le continent auprès des armées françaises et canadiennes. C'est à cette période qu'André développe son intérêt pour le cinéma, grâce à la photographie au moyen d'une boîte Kodak et du film Charlot soldat. Il s'agit du premier film qu'il a pu visionner. 
En 1923, une fois de retour au pays, il commence des études de droit à l'Université libre de Bruxelles. Parallèlement, il suit des cours d'histoire de l'art. Il entre au barreau de Bruxelles, tout en s'intéressant au cinéma.
Il tourne plusieurs documentaires dont Bwana Kitoko en 1955 où André Cauvin a suivi le parcours du jeune roi Baudouin (Bwana Kitoko signifiant le beau jeune homme en langue swahili) au Congo belge. À partir de 1948, Fernand Rigot de la Cinémathèque royale de Belgique lui fait des commandes de films documentaires tout comme à Charles Dekeukeleire, Paul Haesaerts, Gérard De Boe.
« Tantôt défenseur des traditions ancestrales, magnifiant la beauté de la terre africaine, tantôt propagandiste de la modernité occidentale, au service du gouvernement belge, Cauvin hésitera toute sa vie entre deux approches totalement antagonistes de la colonie. »
Il meurt à Braine-l'Alleud, le 2 avril 2004, à l'âge de 97 ans.

### Vie privée
André Cauvin épouse Claire Demanet le 29 juillet 1929. De cette union naîtront deux enfants : Raymonde en 1931 et Pierre en 1933.

## Filmographie
- 1933 : Les Sablières d'Alconval
- 1935 : Attraction : vieille Belgique
- 1935 : L'Exposition de Bruxelles
- 1936 Inauguration de la route du Gross-Glockner
- 1937 : Visages de Belgique
- 1938 : Colombophilie : pigeons
- 1938 : Diagnostic précoce de la poliomyélite
- 1939 : LAgneau mystique
- 1939 : Congo, terre d'eaux vives
- 1939 : Nos soldats d'Afrique
- 1940 : Memling, peintre de la Vierge
- 1943 ou 1945 : Congo[5]
- 1945 : La Tragédie de Courcelles
- 1945 - 1950 : Actualités cinématographiques pour la Metro-Goldwyn-Mayer
- 1948 : L'Équateur aux cent visages
- 1948 : Le Procès de Breendonck
- 1953 : Destination Sidon
- 1953 : Bongolo et la princesse noire
- 1954 : La Grande Invasion
- 1955 : Bwana Kitoko (Noble Seigneur), musique de Jean Absil
- 1955 : Le Voyage royal
- 1957 : Monganga: March of Medicine
- 1957 : Les Coopératives
- 1958 : La Chanson du voyageur solitaire
- 1960 : Indépendance

## Distinctions
- 2003 : Chevalier de l'Ordre de Léopold